# Canary Yellow
Canary Yellow è un singolo del gruppo musicale britannico Haken, pubblicato il 1º maggio 2020 come secondo estratto dal sesto album in studio Virus.

## Descrizione
Secondo quanto spiegato dal gruppo, il testo tratta la soppressione delle relazioni fisiche e mentalmente violente, un qualcosa che spesso può rimanere nascosto dietro una facciata apparentemente felice. Dal punto di vista musicale, invece, il brano risulta influenzato dal rock alternativo, in particolar modo dalle sonorità sperimentate da artisti come Peter Gabriel, i Radiohead o gli Elbow.
Una versione acustica del brano è stata inclusa nell'edizione giapponese di Virus commercializzata il 26 agosto 2020.

## Video musicale
Il video, interamente in animazione, mostra un ambiente familiare apparentemente idilliaco, in cui i componenti si apprestano a vivere i loro ultimi momenti di vita prima di essere disintegrati da un'esplosione causata da un'orda di batteriofagi, i medesimi che appaiono nella copertina dell'album.

## Tracce
Download digitale
1. Canary Yellow – 4:14

Download digitale – versione acustica
1. Canary Yellow (Acoustic Version) (feat. Courtney Swain) – 4:04

## Formazione
Gruppo
- Ross Jennings – voce
- Richard Henshall – chitarra
- Charlie Griffiths – chitarra
- Conner Green – basso
- Diego Tejeida – tastiera
- Raymond Hearne – batteria

Produzione
- Haken – produzione
- Anthony Leung – ingegneria parti di batteria
- Adam "Nolly" Getgood – ingegneria parti di batteria, missaggio
- James Stephenson – montaggio aggiuntivo
- Chris McKenzie – ingegneria del suono aggiuntiva parti vocali
- Sebastian Sendon – assistenza tecnica parti vocali
- Ermin Hamidovic – mastering